# ارتجاع

مخطط صندوقي لنظام يظهر فيه دخله وخرجه والارتجاع فيه.

الاِرْتِجَاع أو التغذية الراجعة أو العكسية أو التغذية المرتدة أو مردودة (جمعها: مردودات) (بالإنجليزية: Feedback)‏ في المجالات الطبية أو بعض المجالات العلمية الأخرى) هي عملية يُمَرَّرُ فيها جزءٌ من إشارةِ الخرج لنظام معين (بشكل راجع) إلى الدخل الخاص بنفس النظام. وغالبا ما تستخدم هذه الطريقة للتحكم في الأداء الديناميكى للنظام. أو هي معلومات حول ردود الفعل على المنتج، وأداء الشخص لمهمة، وما إلى ذلك والتي تستخدم كأساس للتحسين. المردودات هي رد فعل أو معلومات تحدث نتيجة لأفعال أو سلوك يقوم به فرد أو مجموعة. في سياق التعلم والتطوير، تعتبر المردودات الإيجابية والسلبية أمرًا بالغ الأهمية. توفر المردودات إحساسًا بالمشاركة والتفاعل، وتسمح للمتعلمين بتولي مسؤولية تعلمهم. وتُظهر المردودات الفعالة للمتعلمين مستوى أدائهم الحالي، وتتيح لهم معرفة ما يتعين عليهم القيام به للوصول إلى مستوى أعلى.

## المردودات في التواصل[10]
تُعَرَّف المردودات في الاتصال على أنها الاستجابة التي يمتلكها المتلقي على الرسالة التي سُلِّمَت إليها. وتُظهر المردودات الفعالة للمرسل مستوى أدائهم الحالي.
ثلاثة مكونات أساسية تشكل عملية الاتصال الأساسية:
- المرسل
- الرسالة
- المتلقي

المتلقي ليس مجرد مستقبل سلبي للرسالة.عندما يتلقى المستلم الرسالة، فإنه يتفاعل بطريقة أو بأخرى. رد الفعل من تلقي الرسالة يسمى مردودة.
يمكن أن تكون هذه المردودات عبارة عن:
- خفية وغير لفظية (تغيير ضربات القلب، وتغير التنفس، وتعبيرات الوجه، والإيماءات)
- شفهي (أسئلة ، تعليقات)
- مكتوب (بريد إلكتروني ، نص، أو رد إلكتروني)

### أهمية المردودات
المردودات هي جزء أساسي من عملية الاتصال. إنه يمثل الحلقة المفقودة في حلقة المرسل والمستقبل ، وتجنيد استجابة من المتلقي إلى المرسل.
لذلك ، تنتهي عملية الاتصال ثنائي الاتجاه بمردودات.
بعض الأسباب التي تجعل المردودات مهمة:
- تُظهر المردودات ما إذا كان المستلم قد تلقى الرسالة وما إذا كانت الرسالة قد فُهِّمَت بنفس الشروط على النحو المقصود من قبل المرسل.
- تشير المردودات إلى مستوى الاتصال الفعال بين الطرفين.
- المردودات هي مهارة اتصال قيّمة تساعد في تحسين العلاقات الإنسانية.
- كونه المكون الأخير للتواصل، تساعد المردودات على كسر حواجز الاتصال بين المرسل والمتلقي.
- المردودات هي أداة ممتازة للتعلم المستمر.
- المردودات البناءة تحفز المرسل.